# Gianluca Atzori
Gianluca Atzori (Collepardo, 6 marzo 1971) è un allenatore di calcio ed ex calciatore italiano, di ruolo difensore.

## Carriera

### Giocatore
Nato a Collepardo (FR) da padre di origini sarde e madre collepardese, e cresciuto nelle giovanili del Ciampino, squadra della omonima città dove risiedeva da ragazzo, le squadre in cui ha militato per più stagioni sono state il Perugia (una stagione in Serie C1 e due in Serie B e il Ravenna (quattro annate fra i cadetti), ma i traguardi più importanti della sua carriera li ha raggiunti nelle stagioni 2001-2002 e 2003-2004 rispettivamente con la maglie dell'Empoli e del Palermo, vincendo due campionati di Serie B e ottenendo la promozione nella massima serie. Con i toscani riesce anche a esordire in massima serie nella stagione 2002- 2003 prima di seguire l'allenatore Silvio Baldini in Sicilia. 

Atzori (in piedi, terzo da sinistra) al Perugia nel 1995-1996

Quello a Palermo è stato l'ultimo anno della sua carriera, sancito con la risoluzione anticipata del contratto a causa del perdurare di fastidi fisici.
In carriera ha totalizzato complessivamente 12 presenze in Serie A, con una rete all'attivo in occasione della sconfitta interna contro la Lazio del 2 novembre 2002, e 258 presenze e 8 reti in Serie B.

### Allenatore
Chiusa la carriera da calciatore a Palermo, segue di nuovo Silvio Baldini, questa volta a Parma e con una nuova veste, quella di allenatore in seconda. Il connubio tra i due proseguirà anche nelle stagioni 2005-2006 e 2007-2008 rispettivamente a Lecce e Catania.
Nell'aprile 2008 il Catania e Baldini rescindono consensualmente il contratto, ma Atzori accetta di rimanere come secondo del nuovo allenatore Walter Zenga.
Nella stagione 2008-2009 passa ad allenare in prima persona il Ravenna, società nella quale aveva militato da calciatore dal 1997 al 2001.
Al termine della stagione, dopo aver portato ai play-off la squadra ravennate, si trasferisce al Catania, complice l'addio di Walter Zenga. L'8 dicembre 2009, dopo 15 giornate nelle quali il Catania ha raccolto solo 9 punti, una sola vittoria e si ritrova ultimo in classifica, viene esonerato; il suo posto è preso da Siniša Mihajlović.
Il 16 giugno 2010 diventa allenatore della Reggina, con la quale raggiunge il sesto posto in classifica e le semifinali dei play-off di Serie B venendo sconfitto dal Novara.

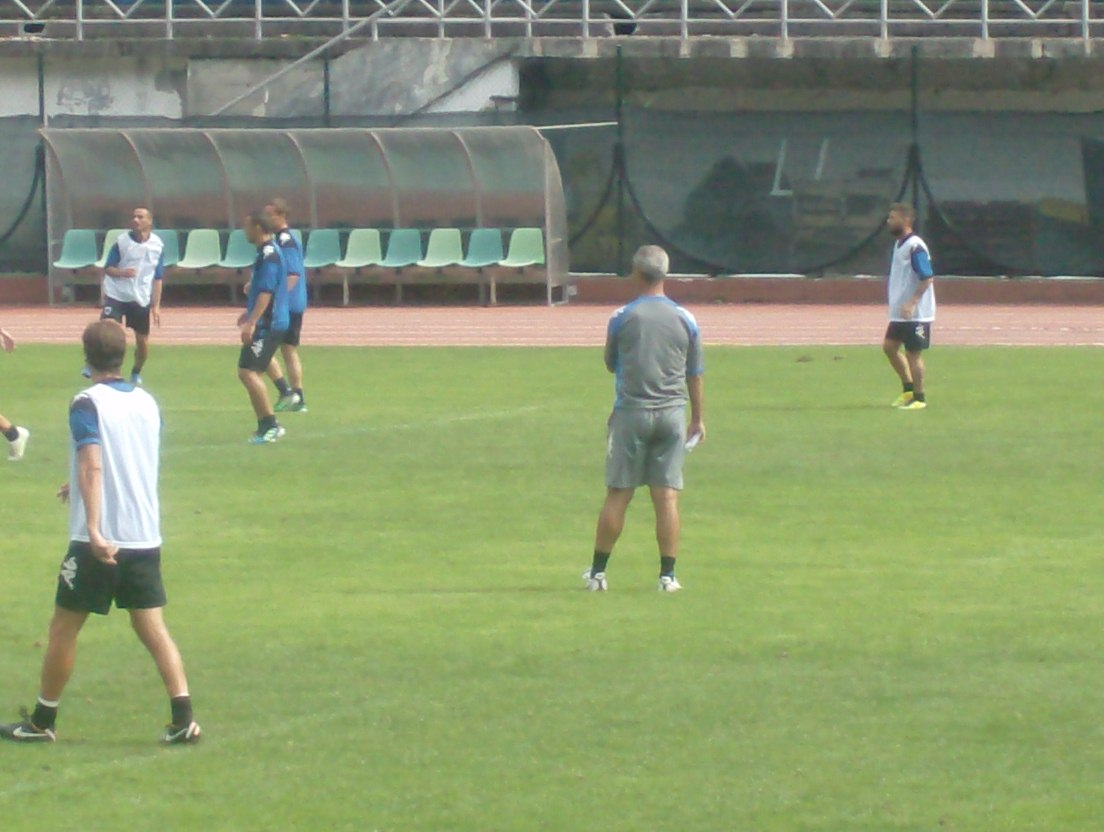
Atzori (girato in tuta grigia) mentre dirige un allenamento alla

Il 9 giugno 2011, chiamato da Pasquale Sensibile, diventa il nuovo allenatore della Sampdoria, squadra appena retrocessa in Serie B, con un contratto biennale. Il 13 novembre 2011, a seguito della sconfitta interna per 1-0 contro il Vicenza, e con un totale di 22 punti in 15 partite, viene esonerato insieme a tutto il suo staff.
Il 5 gennaio 2013 viene ingaggiato dallo Spezia, altra società ligure di Serie B, in sostituzione dell'esonerato Michele Serena. Il 23 febbraio 2013, dopo una sconfitta per 0-6 contro il Novara, viene sollevato dall'incarico. Nell'esperienza spezzina, durata cinque partite, ha ottenuto quattro punti, con sei gol fatti e tredici subiti.
Il 16 giugno 2013 torna a essere l'allenatore della Reggina a distanza di due anni. Il 21 ottobre dello stesso anno viene esonerato dalla società calabrese, ma viene richiamato alla guida della squadra amaranto il 3 dicembre, in sostituzione del subentrato Fabrizio Castori. L'esperienza a Reggio termina il mese successivo, precisamente il 7 gennaio 2014, giorno in cui Atzori viene ancora una volta sollevato dall'incarico di allenatore della squadra calabrese.
Il 1º luglio 2015 è stato nominato allenatore della Robur Siena, neopromossa nel campionato di Lega Pro. Il 2 dicembre seguente si dimette dopo aver avuto alcune divergenze con la dirigenza.
Il 1º marzo 2017 diventa il nuovo tecnico dell'ambiziosa Pistoiese, in Lega Pro e per tentare la scalata ai Play Off (distanti cinque punti) ed evitare i Play Out (distanti quattro punti) sostituendo l'esonerato Gian Marco Remondina. A fine stagione non sarà confermato.
Il 18 dicembre 2017, dopo 4 anni in Lega Pro, torna ad allenare in Serie B andando a sostituire l'esonerato Gianluca Grassadonia dalla panchina della Pro Vercelli, col compito di risollevare la squadra penultima in classifica con 18 punti (a pari punti con la Ternana). Viene esonerato il 22 gennaio dopo la terza sconfitta consecutiva.
Il 27 settembre 2019 sostituisce Federico Coppitelli alla guida dell'Imolese che si trova all'ultimo posto del grone B di Serie C. Il 4 giugno 2020, nonostante il campionato sia fermo da due mesi causa la pandemia Covid 19, in vista della ripresa con la disputa dei play-out, viene sollevato dall'incarico.
Il 17 giugno 2021 viene nominato tecnico del club maltese del Floriana, con il quale raggiunge il secondo posto in campionato e conquista la Coppa di Malta, suo primo trofeo da allenatore. L'anno successivo a causa di un poco soddisfacente ottavo posto in campionato, il contratto non viene rinnovato.
Nel dicembre 2024 viene ingaggiato dalla Scafatese, squadra di Serie D, dove subentra all' esonerato Franco Fabiano.

## Statistiche

### Presenze e reti nei club
| Stagione         | Squadra          | Campionato       | Campionato | Campionato | Coppe nazionali | Coppe nazionali | Coppe nazionali | Coppe continentali | Coppe continentali | Coppe continentali | Totale | Totale |
| Stagione         | Squadra          | Comp             | Pres       | Reti       | Comp            | Pres            | Reti            | Comp               | Pres               | Reti               | Pres   | Reti   |
| ---------------- | ---------------- | ---------------- | ---------- | ---------- | --------------- | --------------- | --------------- | ------------------ | ------------------ | ------------------ | ------ | ------ |
| 1988-1989        | Lodigiani        | C2               | 9          | 0          | CIC             | ?               | ?               | -                  | -                  | -                  | 9+     | 0+     |
| 1989-1990        | Lodigiani        | C2               | 12         | 0          | CIC             | ?               | ?               | -                  | -                  | -                  | 12+    | 0+     |
| Totale Lodigiani | Totale Lodigiani | Totale Lodigiani | 21         | 0          |                 | ?               | ?               |                    | -                  | -                  | 21+    | 0+     |
| 1990-1991        | Torino           | A                | 0          | 0          | CI              | 0               | 0               | CM                 | 1                  | 0                  | 1      | 0      |
| 1991-1992        | Ternana          | C1               | 30         | 0          | CIC             | ?               | ?               | -                  | -                  | -                  | 30+    | 0+     |
| 1992-1993        | Ternana          | B                | 20         | 0          | CIC             | 3               | 0               | -                  | -                  | -                  | 23     | 0      |
| Totale Ternana   | Totale Ternana   | Totale Ternana   | 50         | 0          |                 | 3+              | 0+              |                    | -                  | -                  | 53+    | 0+     |
| 1993-1994        | Perugia          | C1               | 9          | 0          | CI+CIC          | 1+?             | 0+?             | -                  | -                  | -                  | 10+    | 0+     |
| 1994-1995        | Perugia          | B                | 27         | 0          | CIC             | 1               | 0               | -                  | -                  | -                  | 28     | 0      |
| 1995-1996        | Perugia          | B                | 27         | 1          | CIC             | 0               | 0               | -                  | -                  | -                  | 27     | 1      |
| lug.-ago. 1996   | Perugia          | A                | 0          | 0          | CIC             | 0               | 0               | -                  | -                  | -                  | 0      | 0      |
| Totale Perugia   | Totale Perugia   | Totale Perugia   | 63         | 1          |                 | 2+              | 0+              |                    | -                  | -                  | 65     | 1      |
| set. 1996-1997   | Reggina          | B                | 24         | 0          | CIC             | 0               | 0               | -                  | -                  | -                  | 24     | 0      |
| 1997-1998        | Ravenna          | B                | 14         | 1          | CIC             | 3               | 0               | -                  | -                  | -                  | 17     | 1      |
| 1998-1999        | Ravenna          | B                | 33         | 2          | CIC             | 4               | 0               | -                  | -                  | -                  | 37     | 2      |
| 1999-2000        | Ravenna          | B                | 34         | 4          | CIC             | 8               | 1               | -                  | -                  | -                  | 42     | 5      |
| 2000-2001        | Ravenna          | B                | 29         | 0          | CIC             | 2               | 0               | -                  | -                  | -                  | 31     | 0      |
| Totale Ravenna   | Totale Ravenna   | Totale Ravenna   | 110        | 7          |                 | 17              | 1               |                    | -                  | -                  | 127    | 8      |
| 2001-2002        | Empoli           | B                | 23         | 2          | CIC             | 2               | 0               | -                  | -                  | -                  | 25     | 2      |
| 2002-2003        | Empoli           | A                | 12         | 1          | CIC             | 4               | 0               | -                  | -                  | -                  | 16     | 1      |
| Totale Empoli    | Totale Empoli    | Totale Empoli    | 35         | 3          |                 | 6               | 0               |                    | -                  | -                  | 41     | 2      |
| 2003-2004        | Palermo          | B                | 17         | 0          | CIC             | 1               | 0               | -                  | -                  | -                  | 18     | 0      |
| Totale carriera  | Totale carriera  | Totale carriera  | 330        | 11         |                 | 29+             | 1+              |                    | 1                  | 0                  | 360+   | 12+    |

### Statistiche da allenatore
Statistiche aggiornate al 18 maggio 2025. In grassetto le competizioni vinte.
| Stagione            | Squadra         | Campionato      | Campionato | Campionato | Campionato | Campionato | Coppe nazionali | Coppe nazionali | Coppe nazionali | Coppe nazionali | Coppe nazionali | Coppe continentali | Coppe continentali | Coppe continentali | Coppe continentali | Coppe continentali | Altre coppe | Altre coppe | Altre coppe | Altre coppe | Altre coppe | Totale | Totale | Totale | Totale | % Vittorie | Piazzamento        |
| Stagione            | Squadra         | Comp            | G          | V          | N          | P          | Comp            | G               | V               | N               | P               | Comp               | G                  | V                  | N                  | P                  | Comp        | G           | V           | N           | P           | G      | V      | N      | P      | %          | Piazzamento        |
| ------------------- | --------------- | --------------- | ---------- | ---------- | ---------- | ---------- | --------------- | --------------- | --------------- | --------------- | --------------- | ------------------ | ------------------ | ------------------ | ------------------ | ------------------ | ----------- | ----------- | ----------- | ----------- | ----------- | ------ | ------ | ------ | ------ | ---------- | ------------------ |
| 2008-2009           | Ravenna         | 1D              | 34+2       | 15         | 11+1       | 8+1        | CI+CI-LP        | 4+4             | 2+2             | 1+1             | 1+1             | -                  | -                  | -                  | -                  | -                  | -           | -           | -           | -           | -           | 44     | 19     | 14     | 11     | 43,18      | 3º                 |
| 2009-dic. 2010      | Catania         | A               | 15         | 1          | 6          | 8          | CI              | 2               | 2               | 0               | 0               | -                  | -                  | -                  | -                  | -                  | -           | -           | -           | -           | -           | 17     | 3      | 6      | 8      | 17,65      | Eson.              |
| 2010-2011           | Reggina         | B               | 42+2       | 15         | 16+2       | 11         | CI              | 3               | 2               | 0               | 1               | -                  | -                  | -                  | -                  | -                  | -           | -           | -           | -           | -           | 47     | 17     | 18     | 12     | 36,17      | 6º                 |
| lug.-nov. 2011      | Sampdoria       | B               | 15         | 5          | 7          | 3          | CI              | 2               | 1               | 0               | 1               | -                  | -                  | -                  | -                  | -                  | -           | -           | -           | -           | -           | 17     | 6      | 7      | 4      | 35,29      | Eson.              |
| gen.-feb. 2013      | Spezia          | B               | 5          | 1          | 1          | 3          | CI              | -               | -               | -               | -               | -                  | -                  | -                  | -                  | -                  | -           | -           | -           | -           | -           | 5      | 1      | 1      | 3      | 20,00      | Sub., Eson.        |
| 2013-2014           | Reggina         | B               | 15         | 2          | 4          | 9          | CI              | 3               | 2               | 0               | 1               | -                  | -                  | -                  | -                  | -                  | -           | -           | -           | -           | -           | 18     | 4      | 4      | 10     | 22,22      | Eson., Sub., Eson. |
| Totale Reggina      | Totale Reggina  | Totale Reggina  | 59         | 17         | 22         | 20         |                 | 6               | 4               | 0               | 2               |                    | -                  | -                  | -                  | -                  |             | -           | -           | -           | -           | 65     | 21     | 22     | 22     | 32,31      |                    |
| lug.-dic. 2015      | Siena           | LP              | 13         | 3          | 8          | 2          | CI-LP           | 3               | 2               | 1               | 0               | -                  | -                  | -                  | -                  | -                  | -           | -           | -           | -           | -           | 16     | 5      | 9      | 2      | 31,25      | Eson.              |
| mar.-giu. 2017      | Pistoiese       | LP              | 11         | 3          | 3          | 5          | CI-LP           | -               | -               | -               | -               | -                  | -                  | -                  | -                  | -                  | -           | -           | -           | -           | -           | 11     | 3      | 3      | 5      | 27,27      | Sub., 13º          |
| dic. 2017-gen. 2018 | Pro Vercelli    | B               | 3          | 0          | 0          | 3          | CI              | -               | -               | -               | -               | -                  | -                  | -                  | -                  | -                  | -           | -           | -           | -           | -           | 3      | 0      | 0      | 3      | &0,00      | Sub., Eson.        |
| set. 2019-giu. 2020 | Imolese         | C               | 21         | 4          | 10         | 7          | CI-C            | 1               | 0               | 1               | 0               | -                  | -                  | -                  | -                  | -                  | -           | -           | -           | -           | -           | 22     | 4      | 11     | 7      | 18,18      | Sub., Eson.        |
| 2021-2022           | Floriana        | PL              | 27         | 14         | 9          | 4          | CM              | 5               | 5               | 0               | 0               | -                  | -                  | -                  | -                  | -                  | -           | -           | -           | -           | -           | 32     | 19     | 9      | 4      | 59,38      | 2º                 |
| 2022-2023           | Floriana        | PL              | 26         | 10         | 7          | 9          | CM              | 1               | 0               | 0               | 1               | UECL               | 2                  | 0                  | 1                  | 1                  | SM          | 1           | 0           | 1           | 0           | 30     | 10     | 9      | 11     | 33,33      | 8º                 |
| Totale Floriana     | Totale Floriana | Totale Floriana | 53         | 24         | 16         | 13         |                 | 6               | 5               | 0               | 1               |                    | 2                  | 0                  | 1                  | 1                  |             | 1           | 0           | 1           | 0           | 62     | 26     | 18     | 15     | 41,94      |                    |
| dic. 2024-2025      | Scafatese       | D               | 19+2       | 11+1       | 4          | 4+1        | CI-D            | 1               | 0               | 0               | 1               | -                  | -                  | -                  | -                  | -                  | -           | -           | -           | -           | -           | 22     | 12     | 4      | 6      | 54,55      | Sub., 3º           |
| Totale carriera     | Totale carriera | Totale carriera | 252        | 85         | 89         | 78         |                 | 29              | 18              | 4               | 7               |                    | 2                  | 0                  | 1                  | 1                  |             | 1           | 0           | 1           | 0           | 284    | 103    | 95     | 86     | 36,27      |                    |

## Palmarès

### Giocatore

#### Competizioni nazionali
- Serie C1: 2

Ternana: 1991-1992
Perugia: 1993-1994
- Campionato italiano di Serie B: 2

Empoli: 2001-2002
Palermo: 2003-2004

#### Competizioni internazionali
- Coppa Mitropa: 1

Torino: 1991

### Allenatore

#### Competizioni nazionali
- Coppa di Malta: 1

Floriana: 2021-2022